# رج پارک
رج پارک (انگلیسی: Reg Park؛ ۷ ژوئن ۱۹۲۸ – ۲۲ نوامبر ۲۰۰۷) بدنساز، بازرگان و بازیگر انگلیسی بود. اولین عنوان وی آقای بریتانیا در سال ۱۹۴۹ بود. وی سپس در سال‌های ۱۹۵۱، ۱۹۵۸ و ۱۹۶۵ موفق به کسب جایزه آقای جهان شد. وی همچنین در پنج فیلم بازی کرد، که چهار نقش آن هرکول بود. علاوه بر شغل و عناوین خاص خود، او احتمالاً بیشتر به عنوان یک بت و مربی برای آرنولد شوارتزنگر شناخته می‌شود. 

## فیلم‌شناسی
- هرکول فاتح آتلانتیس (۱۹۶۱)
- هرکول در جهان خالی از سکنه (۱۹۶۱)
- سامسون در معادن شاه سلیمان (۱۹۶۴)
- هرکول زندانی اهریمن (۱۹۶۴)
- هرکول انتقام‌جو (۱۹۶۵)